# 布倫塔峰
46°9′20″N 10°54′02″E / 46.15556°N 10.90056°E

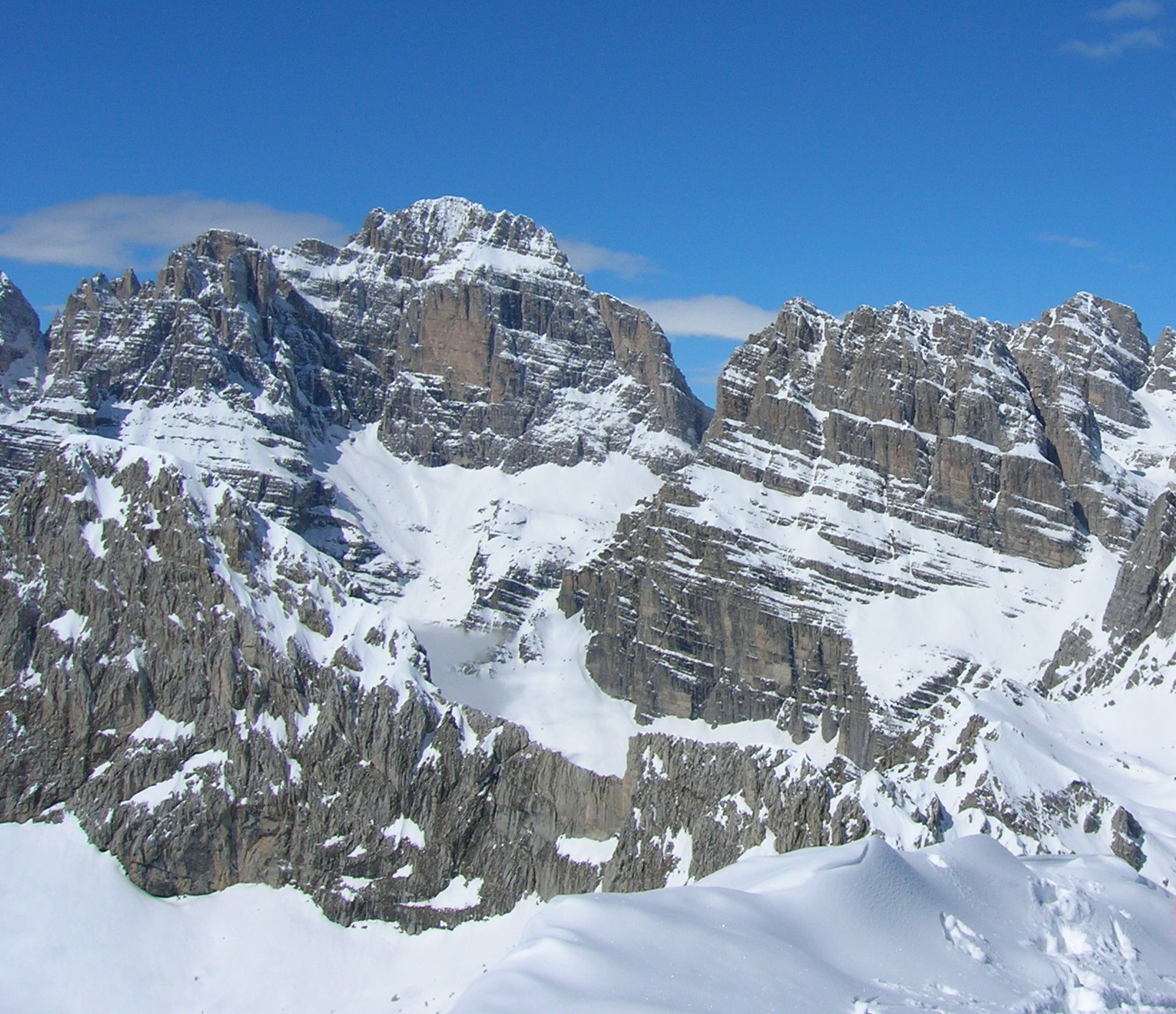

布倫塔峰（義大利語：Cima Brenta），是意大利的山峰，位於該國北部，由特倫托自治省負責管轄，屬於布倫塔山脈的一部分，海拔高度3,150米，人類在1871年8月首次登頂。